# آرلینگتن (کنتاکی)
آرلینگتن (به انگلیسی: Arlington) شهری در ایالت کنتاکی کشور ایالات متحده آمریکا است که جمعیت آن در سرشماری سال ۲۰۱۰ میلادی، ۳۲۴ نفر بوده‌است.